# 岩屋毅
岩屋 毅（いわや たけし、1957年〈昭和32年〉8月24日 - ）は、日本の政治家。自由民主党所属の衆議院議員（10期）。外務大臣（第153・154代）。内閣総理大臣臨時代理就任順位第5位。
防衛大臣（第19代）、外務副大臣（第1次安倍内閣）、防衛庁長官政務官（第2次森改造内閣）、大分県議会議員（1期）を歴任した。

## 来歴

### 生い立ち
大分県別府市で父・啓、母・登美恵の長男として生まれた。父親の啓は医者で大分県議会議員を務めた。
別府市立青山小学校、別府市立青山中学校、ラ・サール高等学校、早稲田大学政治経済学部政治学科卒業。大学在学中は早稲田大学雄弁会に所属していた。また、選挙でのアルバイトを通じて鳩山邦夫衆議院議員の事務所に勤務し、大学卒業後は鳩山の秘書を務める。
1987年、大分県議会議員選挙に立候補し、初当選した。

### 衆議院議員
1990年、第39回衆議院議員総選挙に旧大分2区（定数3）から無所属で立候補し、日本社会党の阿部未喜男、自由民主党の田原隆に次ぐ3位で初当選した。選挙後に自民党に入党し、宮澤派に入会した。1993年、武村正義の誘いを受けて自民党を離党し、新党さきがけの結党に参加するが、直後の第40回衆議院議員総選挙に定数が2に改められた旧大分2区から立候補するも、阿部の後継で立候補した無所属の横光克彦（日本社会党系）、自民党の田原隆の後塵を拝し、3位で落選する。その後、新党さきがけを離党し、新進党に入党。小選挙区比例代表並立制導入後初めて実施された1996年の第41回衆議院議員総選挙には新進党公認で大分4区から立候補したものの、社会民主党の横光克彦に敗れ落選し、後に自民党に復党する。
2000年の第42回衆議院議員総選挙では自民党公認で大分3区から立候補し、7年ぶりに国政へ復帰。以降、第44回衆議院議員総選挙まで大分3区で連続3選。なお、1996年の総選挙で岩屋を破った横光克彦は、大分4区の廃止に伴って岩屋の3区に国替えし、2009年の第45回衆議院議員総選挙までは岩屋、横光のいずれかが大分3区で当選し、敗れた方が比例復活していた。
2001年、第2次森改造内閣で防衛庁長官政務官に任命される。2005年の第44回衆議院議員総選挙で非公認候補を推薦したことが「党規違反」に問われ、党執行部から県連の体制の一新を求められたため、11月28日に自民党大分県連会長を辞任した。
2006年、第1次安倍内閣で麻生太郎外務大臣の下、外務副大臣に任命された。2009年の第45回衆議院議員総選挙では、過去2回の選挙で破った民主党の横光克彦に初めて大分3区で敗れたが、重複立候補していた比例九州ブロックで復活し、5選。選挙後、約4年ぶりに再び自民党大分県連会長に就任した。2010年9月、新設された自由民主党シャドウ・キャビネットで影の防衛大臣に起用される。2011年6月22日、民主党が提出した第177回国会の会期を70日間延長する議決案に、自民党の党議拘束に造反して賛成票を投じ、翌23日に全ての党役職の辞表を提出した。同年7月5日の自民党党紀委員会で国会の役職の辞任勧告、党役職の解任及び1年間の党役職停止処分が下された。党大分県連会長辞任に伴い、常任顧問に就任。なお大分県連会長の後任は岩屋の辞任後、岩屋の下で会長代行を務めていた衛藤晟一が2012年に会長に就任するまで空席のままであった。
2012年10月、自民党安全保障調査会長に起用された。同年の第46回衆議院議員総選挙では、大分3区で民主党の横光克彦に比例復活を許さず、6選。
2014年の第47回衆議院議員総選挙で7選。
2015年2月、自民党党・政治制度改革実行本部長に就任。
2017年の第48回衆議院議員総選挙で8選。
2018年10月2日、第4次安倍第1次改造内閣にて防衛大臣として初入閣。
2019年9月11日の第4次安倍第2次改造内閣発足に伴い退任。
2021年の第49回衆議院議員総選挙で9選。
2022年11月、翌2023年4月に実施予定の任期満了に伴う大分県知事選挙に立候補する意向を一時明らかにしていたが、地元支援者などから「国会議員として引き続き国や地域の課題に取り組んでほしい」との声が多く寄せられたとして、同月30日に立候補の断念を表明した。

### 志公会を退会
2024年1月26日、志公会（麻生派）は総会を開き、党5派閥の政治資金パーティーの裏金問題について協議。今後の派閥のあり方について意見を交わした。岩屋は総会の中で退会する意向を表明した。記者団の取材に対し、裏金事件を踏まえて「全ての派閥は一度解散し、更地から新しい自民党を立て直すことが大事だ」と述べた。2月1日、麻生派は岩屋の退会届を受理した。
同年9月12日、自民党総裁選挙が告示され、9人が立候補した。岩屋は石破茂の選対本部長を務めた。退会した麻生派からは河野太郎が立候補したが、投票日前日の9月26日22時半頃、産経新聞は、麻生太郎が1回目の投票から高市早苗を支援するよう自派閥の議員に指示を出したとスクープした。9月27日総裁選執行。高市は1回目の議員投票で、報道各社の事前調査での30～40票を大きく上回る72票を獲得した。党員数と合わせた得票数は1位だったが、決選投票で石破に敗れた。
同年10月1日、第1次石破内閣が発足し、岩屋は外務大臣に任命された。
10月27日の第50回衆議院議員総選挙で10選。
11月11日に発足した第2次石破内閣において外務大臣に留任。

### 岩屋外交
2024年12月、親中派として知られる岩屋は、中国人向けに10年有効の「ビザ新設」を表明した（詳細後述）。

## ギャラリー
- 左から岩屋、米国のジェームズ・マティス国防長官、韓国の鄭景斗国防部長官（2018年10月19日）
- 米国のパトリック・シャナハン国防長官代行と（2019年4月19日）
- 左から岩屋、河野太郎外相、米国のマイク・ポンペオ国務長官、シャナハン国防長官代行（2019年4月19日）
- 米国のジョン・ボルトン国家安全保障担当補佐官と（2019年5月25日）

## 政策・主張

### 憲法
- 憲法改正について、2017年、2021年のアンケートで「賛成」と回答[27][28]。
- 憲法9条への自衛隊の明記について、2021年のNHKのアンケートで「賛成」と回答[29]。
- 憲法を改正し、緊急事態条項を設けることについて、2021年の毎日新聞社のアンケートで「賛成」と回答[30]。

### 外交・安全保障
- 安全保障関連法の成立について、2017年のアンケートで「評価する」と回答[27]。
- 「他国からの攻撃が予想される場合には敵基地攻撃もためらうべきではない」との問題提起に対し、2021年のアンケートで「どちらかといえば賛成」と回答[28]。
- 「北朝鮮に対しては対話よりも圧力を優先すべきだ」との問題提起に対し、2021年のアンケートで「どちらかといえば賛成」と回答[28]。
- 普天間基地の辺野古移設について、2021年のアンケートで「賛成」と回答[28]。
- 2022年6月3日付の東京新聞のインタビューで、「日本の防衛費においてGDP比2%を目標にするのは最初に金額目標があり乱暴なやり方。日本の防衛費整備のあり方としてふさわしくない。現行憲法下では、わが国の自衛権は必要最低限でなければならない」と語った[31]。また、同インタビューにおいて、自民党安全保障調査会が国家安全保障戦略など戦略3文書の改訂に向けた政府への提言書に反撃能力の対象として「相手国の指揮統制機能等も含む」と明記された事に関して「いたずらに周辺国を刺激するだけでなく、対処のための準備を促し、軍拡競争につながる恐れがある。かえって衝突の危険を高めることにつながりかねない。無益であるばかりでなく、むしろ有害なことではないか」と批判した[31]。

### 国旗損壊罪を巡る問題
- 国旗損壊罪について、高市早苗が日章旗を傷つける行為を処罰する「国旗損壊罪」の新設を目指しており、かつて議員立法で提出するため党内審査にかけた所（恐らく2021年第204回国会[32])、岩屋氏1人が反対したため国会提出できなかったことがあったという。当時、岩屋氏は「そんな法律案を出したら自民党が右傾化したと思われる」と語っていたといい、高市氏は2025年4月21日に出演した配信のインターネット番組「文化人放送局」にて「その法律案はいまだに通せていないからそれが唯一の恨みかな」と当時を振り返っている。[33]

### 韓国海軍レーダー照射問題
- 2018年12月20日、日本海で起きた韓国海軍レーダー照射問題について、同月21日に防衛大臣として記者会見を開き、火器管制レーダーを海上自衛隊に浴びせた大韓民国海軍に対して「極めて危険な行為だ」として、遺憾の意を表明した[34]。同日、緊急出演したテレビ番組内で、当事件が徴用工訴訟問題などによる日韓関係の悪化に起因するかについて問われたところ、「そうであってほしくない。問題が積み重なってのことではないと信じたい」との考えを示した[35]。さらに「大局的には未来志向の日韓関係が大事だ」と繰り返し、韓国側とのこの問題での協議を打ち切る方針を示した。そうした融和的な姿勢には防衛省・自衛隊内に「岩屋毅防衛相には、もっと韓国に強く出てほしい」との声がある[36]。
- 2019年5月には、北朝鮮による短距離弾道ミサイル発射などを受け、改めて「日米韓、日韓の連携は北朝鮮情勢を考えて非常に大事」、「（韓国との関係を）元の関係に戻したい」との発言を行い、積極的な防衛外交に意欲を見せている[37]。
- 2019年6月には、韓国の鄭景斗国防相とシンガポールで非公式の会談を行い、笑顔で握手をした。レーダー照射問題の進展が見込めない中での岩屋の行為について自民党内でも問題視されたが、岩屋は「『会うときも別れるときも気持ちよく』というのが私のモットーなので、まったく問題はなかった」と述べた[38][39]。
- 防衛大臣を退任することが決定した2019年9月10日の記者会見において、「安全保障で日韓が連携、協力できるようになることが望ましい」と述べ、後任である河野太郎に対して日韓の協力関係の強化を求めた[40]。

### 対中
- 2024年12月25日、北京で中国外交部長の王毅らと会談し、中国人向けのビザ取得要件の緩和を表明した。具体的には、現在最長で5年となっている個人向け観光マルチビザについて、富裕層を対象に10年間有効なビザを新設し、団体旅行向け観光ビザは滞在可能日数を15日から30日に延長するとした。また、65歳以上の中国人に限り、共通個人向けビザ申請時の在職証明書の提出を不要とする措置も示された[41]。これらの緩和策には、オーバーツーリズム等の懸念や、中国が日本のEEZ内に設置したブイなどに対する中国の対応などを背景に、野党だけでなく、自民党内からも反対意見が相次いだ[42][43][44]。
こうした中、「65歳以上の中国人をビザなしで入国させると岩屋が表明した」とする誤情報や、「日本人の保険を使われる」「医療崩壊につながる」などの投稿がSNSやまとめサイトなどで拡散されたが、実際には65歳以上に限り共通個人向けビザ申請時の在職証明書の提出が不要となるだけであり、ビザ自体は引き続き必要である。また、短期観光ビザでの入国者が日本の国民健康保険に加入することはできない。これらの誤情報については複数のファクトチェックが否定しており[45][46]、また2025年7月1日現在、緩和措置は自民党内の反発などにより実施されていない[47][48]。

### ジェンダー
- 選択的夫婦別姓制度導入について、2002年、反対する請願を国会に提出した[49]。2017年のアンケートで「どちらかといえば反対」と回答[27]。2021年のアンケートで「賛成」と回答[28]。
- 2021年3月に自民党有志が設立した「選択的夫婦別氏制度を早期に実現する議員連盟」に参加し、同連盟の会長代行に就任した[50]。
- 同性婚を可能とする法改正について、2017年の朝日新聞社のアンケートで「どちらかといえば反対」と回答[27]。2021年のNHKのアンケートで「どちらかといえば反対」と回答[29]。同年の朝日新聞社のアンケートで「どちらとも言えない」と回答[28]。「同性婚を制度として認めるべきだと考るか」との2021年の毎日新聞社のアンケートに対し、「認めるべきでない」と回答[30]。
- 2023年2月15日、超党派の議員連盟「LGBTに関する課題を考える議員連盟」の会長に就任した[51]。
- 「LGBTなど性的少数者をめぐる理解増進法案を早期に成立させるべきか」との問題提起に対し、2021年のアンケートで「賛成」と回答[28]。
- クオータ制の導入について、2021年のアンケートで「どちらかといえば反対」と回答[29]。

### 受動喫煙問題
- 受動喫煙防止を目的とした健康増進法改正について、原則屋内禁煙に反対している。
- 2017年2月15日の厚生労働部会において、「国が規制・強制をしなくても、随分分煙社会というのは進んだ。こういうのは常識で裁くべき」「分煙社会を洗練、成熟させるのが正しい方向。さらに強制すれば、地下に潜ってよからぬ勢力がはびこる」と主張した[52][53]。
- 2017年3月7日の自民党たばこ議員連盟の臨時総会において、「法律で締め付けるものではなく、国民の良識、常識、マナーで考えるべき問題だと思う」「分煙は加速度的に進んでいる。むしろ喫煙者のストレスの方が高まっているぐらいだ」と主張した[54]。
- 2018年3月5日の自民党たばこ議員連盟の臨時総会において、原則屋内禁煙の議論が長く続いた厚生労働部会について、「正直非常に不愉快な場所でございました」と述べ、「禁煙派、嫌煙派という方達はこの議論になると非常に感情的、攻撃的になる」「自民党らしくない議論の場」と評した[55]。
- 自身が防衛大臣であった2019年7月には、防衛省市ケ谷庁舎内の屋外喫煙所に屋根が付いていないことについて「（喫煙者が）正直ちょっとかわいそうだ」と述べ、喫煙所に屋根を整備するよう指示を出した[56]。

### その他
- アベノミクスについて、2017年のアンケートで「評価する」と回答[27]。
- 安倍内閣による森友学園問題・加計学園問題への対応について、2017年のアンケートで「どちらかといえば評価しない」と回答[27]。
- 森友学園への国有地売却をめぐる公文書改竄問題で、2021年5月6日、国は「赤木ファイル」の存在を初めて認めた[57]。しかし5月13日、菅義偉首相はファイルの存在を踏まえた再調査を行わない考えを報道各社に書面で示した[58]。9月の自民党総裁選挙で総裁に選出された岸田文雄も10月11日、衆議院本会議の代表質問で再調査の実施を否定した[59]。国の対応をどう考えるかとの同年の毎日新聞社のアンケートに対し「これ以上、調査や説明は必要ない」と回答[30]。
- 「原子力発電への依存度について今後どうするべきか」との問題提起に対し、2021年のアンケートで「下げるべき」と回答[29]。
- 女性宮家の創設について、2012年の毎日新聞社のアンケートで「反対」と回答[60]。
- 日本の環太平洋戦略的経済連携協定（TPP）参加について、2012年の毎日新聞社のアンケートで「反対」と回答[60]。

## 人物・不祥事

### 統一教会との関係
- 2022年1月24日、世界平和統一家庭連合（旧統一教会）の関連団体「天宙平和連合」と「世界平和国会議員連合」の共催による「THINK TANK 2022 第4回ILC国際ウェビナー」がソウルの国会図書館大講堂で開催。「日韓トンネル実現九州連絡協議会」会長の梶山千里[61]が出席した同イベントに岩屋は祝電を出した[62][63][64]。
- 2022年6月、統一教会の関連団体「日韓トンネル推進大分県民会議」の総会に電報を出した[65]。
- 2022年11月9日、自身のオフィシャルサイトで、統一教会問題に端を発する宗教被害者救済のための法案の野党案に反対する旨を発表した[66]。反対の理由として「マインドコントロール」という定義を法律に仕込むことには相当に困難があること、収入による寄付額の上限制限は「善意の寄付」を一方的に規制することになりかねず、極めて慎重に検討すべき課題であることなどを述べた[66]。また、文化庁が進めている質問権の行使へ向けた作業についても、『「解散請求ありき」で前のめってはならないと思います。』と述べた[66]。

### IR汚職事件
- 2019年12月、IR（統合型リゾート）事業をめぐり、中国企業の500ドットコムから賄賂を受け取った疑いで東京地検特捜部に聴取された[67][68]。500ドットコム顧問で元浦添市議の仲里勝憲が特捜部の調べに、衆議院が解散した2017年9月28日に秋元司に300万円を渡し、同じ頃に岩屋、中村裕之らの5人の代議士に「それぞれ100万円前後を渡した」と供述した。特捜部はこの供述と符合するメモも押収した[69][70]。岩屋が代表を務める自民党支部の収支報告書には、2017年10月に中村裕之が代表を務める自民党支部から100万円の寄付があったと記載されており、この原資が500ドットコムからの資金であった可能性が指摘された[71]。2020年1月4日に大分県別府市で記者会見を開き、「中国企業から金銭を受け取った事実は断じてありません」「報道されている中国企業とは全くお付き合いはありません」「天地神明に誓って不正には関わっていない」と疑惑を全面否定した[72][73]。また、100万円の寄付については、8月に北海道で開かれた中村の政治資金パーティーでの講演のお礼だと述べた。2月3日に受け取っていた100万円を返金したと公表した[74][75]。受け取った現金が100万円と過去の事件に比べ少額であることを理由に、2020年2月に岩屋を含む衆議院議員5人の立件が見送られた[76][77]。

### 政治資金
- 日本共産党の機関紙しんぶん赤旗の報道によれば、貸金業界の政治団体である全国貸金業政治連盟から政治献金を受けていた[78]。

- IR誘致に関連して迂回献金の疑惑が浮上したことがある。米国の大手カジノ企業「シーザース・エンターテイメント」からの委託を受けたロビー活動を専門にする官僚OBのコンサル企業経営者から、2014年から2016年にかけて、74万円のパーティ券購入。これはアメリカ人が外国公務員への贈賄等を禁止する連邦海外腐敗行為防止法（FCPA）に抵触する可能性があった[79]

### その他
- 身長178cm、家族は母、妻、1男2女[80]。
- 弟は第一秘書である[81]。
- ラ・サール高等学校では生徒会長を務め、早稲田大学在学中は雄弁会に所属していた[5]。
- 自他ともに認める程の愛煙家である[82]。喫煙を始めた頃の年齢については、「○○才の時」「いつとは言わぬがとある学生時代」などとして明言を避けている[82]。禁煙は「しない」と明言しており、仲のよい議員が禁煙宣言をした際には、「駄目だな。命が惜しくて政治家がつとまるか！なんで君はそんなに意志が弱いのかっ！」と非難をしている[82]。
- ソフトバンク創業者の孫正義とは、ラ・サール高校1年生のときからの付き合いであり、互いに親友と呼び合う関係である[83]。
- 2011年6月、当時の民主党菅内閣不信任決議案の衆院本会議採決の際に、退席した[84]。
- 2015年8月、地元の関係者を首相官邸に招き、階段に並んで撮影した画像（いわゆる「組閣ごっこ」）を、岩屋自身のFacebookアカウントで公開し、批判を浴びた。日刊ゲンダイは、自民党中堅議員の声として「記念撮影自体はよくあることだが『SNSに投稿しないように』と関係者に注意喚起するのが普通。自分から投稿してしまうとは……ちょっと考えられませんね」と報じている[85]。
- 2025年1月23日、外務大臣として米国大統領のトランプの就任式から帰国した際、赤坂の議員宿舎の自室に面識のない女性が侵入しており、その女性と鉢合わせする事態となった[86][87]。

## 所属団体・議員連盟
- 自民党たばこ議員連盟（副会長）[88]
- 自由民主党たばこ特別委員会（顧問）[89]
- 創生「日本」（副会長）
- 国家主権と国益を守るために行動する議員連盟（共同座長）
- 天皇陛下御即位二十年奉祝国会議員連盟（事務局長代理）
- 国際観光産業振興議員連盟（幹事長）
- 真の人権擁護を考える懇談会（副会長）
- 神道政治連盟国会議員懇談会
- 日本会議国会議員懇談会（幹事）
- 価値観外交を推進する議員の会
- 日本教職員組合問題究明議員連盟
- 日本の領土を守るため行動する議員連盟
- 平和を願い真の国益を考え靖国神社参拝を支持する若手国会議員の会
- 正しい日本を創る会
- TPP交渉における国益を守り抜く会
- パチンコチェーンストア協会（政治分野アドバイザー[90]）
- 選択的夫婦別氏制度を早期に実現する議員連盟（会長代行）
- LGBTに関する課題を考える議員連盟（会長[51]）
- 人権外交を超党派で考える議員連盟 [91]
- 日朝国交正常化推進議員連盟（副幹事長）[92]

## 著書
- 「カジノ法」の真意 「IR」が観光立国と地方創生を推進する（KADOKAWA、2016年）

## 選挙歴
| 当落 | 選挙                     | 執行日         | 年齢 | 選挙区        | 政党         | 得票数     | 得票率 | 定数 | 得票順位 /候補者数 | 政党内比例順位 /政党当選者数 |
| ---- | ------------------------ | -------------- | ---- | ------------- | ------------ | ---------- | ------ | ---- | ------------------ | ---------------------------- |
| 当   | 1987年大分県議会議員選挙 | 1987年4月12日  | 29   | ーー          | ーー         | ーー票     | ーー   |      | /                  | /                            |
| 当   | 第39回衆議院議員総選挙   | 1990年02月18日 | 32   | 旧大分県第2区 | 無所属       | 5万9373票  | 22.5%  | 3    | 3/5                | /                            |
| 落   | 第40回衆議院議員総選挙   | 1993年07月18日 | 35   | 旧大分県第2区 | 新党さきがけ | 7万9522票  | 31.0%  | 2    | 3/5                | /                            |
| 落   | 第41回衆議院議員総選挙   | 1996年10月20日 | 39   | 大分県第4区   | 新進党       | 7万7621票  | 46.08% | 1    | 1/3                | /                            |
| 当   | 第42回衆議院議員総選挙   | 2000年06月25日 | 42   | 大分県第3区   | 自由民主党   | 9万5046票  | 60.31% | 1    | 1/4                | /                            |
| 当   | 第43回衆議院議員総選挙   | 2003年11月09日 | 46   | 大分県第3区   | 自由民主党   | 12万3798票 | 51.26% | 1    | 1/3                | /                            |
| 当   | 第44回衆議院議員総選挙   | 2005年09月11日 | 48   | 大分県第3区   | 自由民主党   | 12万7656票 | 53.08% | 1    | 1/2                | /                            |
| 比当 | 第45回衆議院議員総選挙   | 2009年08月30日 | 52   | 大分県第3区   | 自由民主党   | 11万2602票 | 47.49% | 1    | 2/3                | 3/6                          |
| 当   | 第46回衆議院議員総選挙   | 2012年12月16日 | 55   | 大分県第3区   | 自由民主党   | 10万606票  | 50.34% | 1    | 1/4                | /                            |
| 当   | 第47回衆議院議員総選挙   | 2014年12月14日 | 57   | 大分県第3区   | 自由民主党   | 10万6257票 | 61.67% | 1    | 1/3                | /                            |
| 当   | 第48回衆議院議員総選挙   | 2017年10月22日 | 60   | 大分県第3区   | 自由民主党   | 9万9412票  | 54.16% | 1    | 1/2                | /                            |
| 当   | 第49回衆議院議員総選挙   | 2021年10月31日 | 64   | 大分県第3区   | 自由民主党   | 10万2807票 | 58.42% | 1    | 1/2                | /                            |
| 当   | 第50回衆議院議員総選挙   | 2024年10月27日 | 67   | 大分県第3区   | 自由民主党   | 8万7301票  | 55.23% | 1    | 1/3                | /                            |